# Sztuka sakralna

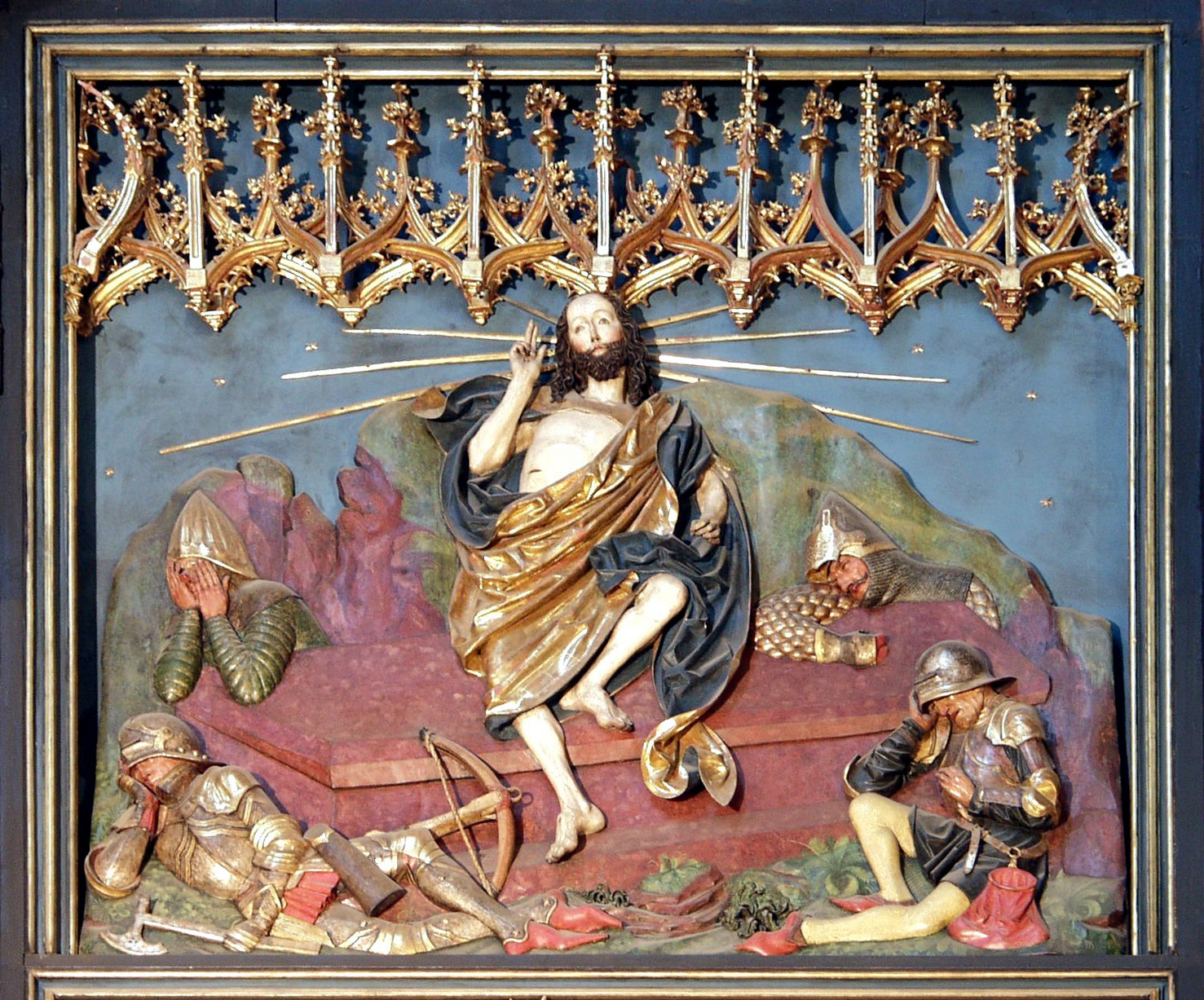
Sztuka sakralna

Sztuka sakralna – termin używany przez historyków sztuki w odniesieniu do wytworów związanych z tematyką religijną. Aby nazwać sztukę sakralną, powinna ona spełniać dwa warunki. Po pierwsze, jej tematyka musi wyrażać prawdę duchową. Po drugie, ponieważ sztuka jest zjawiskiem formalnym (nośnikiem sztuki jest forma – sposób wyrażania odczuć), środki wyrażania też powinny mieć pochodzenie duchowe. Dla przykładu, sztuka renesansowa nie ma charakteru sakralnego, gdyż jej tematyka – choć była czerpana z religii – nie różniła się od sztuki świeckiej tej epoki – jej forma nie odzwierciedlała prawd boskich, charakterystycznych dla danej religii. Sztuka nie może być nazwana sakralną, jeśli jej forma nie odzwierciedla duchowości.
Duchowość jest zjawiskiem niezależnym od formy, ale można ją odzwierciedlić za pomocą odczuć (analogicznie jak dogmat jest odzwierciedleniem boskiej prawdy). Natomiast odczucia mogą zostać wyrażone za pomocą symboli. Ontologicznie rzecz ujmując, symbol staje się archetypem, tj. utożsamia się z tym, co wyraża. Z tego powodu symbol – zgodnie z duchowym patrzeniem na świat – nie istnieje w oderwaniu od piękna. Rzemieślnik, tworzący przedmiot do celów sakralnych, poznaje te aspekty prawdy boskiej, które są niezbędne przy pracy. Do tworzenia potrzebuje tradycyjnych wzorów i zasad, charakterystycznych dla jego rzemiosła.